# Liste der Länderspiele der seychellischen Fußballnationalmannschaft

Logo der Seychelles Football Federation

Diese Liste enthält alle offiziellen A-Länderspiele der Seychellischen Fußballnationalmannschaft.

## 1970 bis 1979
| Nr. | Datum      | Gegner    | Resultat            | Anlass                                    | Austragungsort     | Bemerkungen                                          |
| --- | ---------- | --------- | ------------------- | ----------------------------------------- | ------------------ | ---------------------------------------------------- |
| *   | 13.03.1974 | Réunion   | 0:2                 | Freundschaftsspiel                        | Saint-Denis (REU)  | Erstes Länderspiel, Erstes Länderspiel gegen Réunion |
| *   | 01.07.1976 | Réunion   | 1:4                 | Freundschaftsspiel                        | ? (REU)            |                                                      |
| *   | 21.09.1977 | Mauritius | 1:2                 | Freundschaftsspiel                        | ? (REU)            | Erstes Länderspiel gegen Mauritius                   |
| *   | 25.09.1977 | Réunion   | 0:1                 | Freundschaftsspiel                        | ? (REU)            |                                                      |
| *   | 13.05.1978 | Réunion   | 1:4                 | Freundschaftsspiel                        | ? (REU)            |                                                      |
| *   | 15.05.1978 | Mauritius | 0:2                 | Freundschaftsspiel                        | ? (REU)            |                                                      |
| *   | 17.09.1978 | Réunion   | 1:0                 | Freundschaftsspiel                        | ? (SEY)            | Erster Sieg                                          |
| *   | 26.08.1979 | Réunion   | 0:3                 | Indian Ocean Island Games 1979-Vorrunde   | Saint-Pierre (REU) |                                                      |
| *   | 27.08.1979 | Malediven | 9:0                 | Indian Ocean Island Games 1979-Vorrunde   | Saint-Pierre (REU) | Erstes Länderspiel gegen Malediven, Höchster Sieg    |
| *   | 31.08.1979 | Mauritius | 1:1 n. V. 4:2 i. E. | Indian Ocean Island Games 1979-Halbfinale | Saint-Pierre (REU) |                                                      |
| *   | 01.09.1979 | Réunion   | 1:2                 | Indian Ocean Island Games 1979-Finale     | Saint-Pierre (REU) |                                                      |

## 1980 bis 1989
| Nr. | Datum      | Gegner         | Resultat | Anlass                                  | Austragungsort | Bemerkungen                             |
| --- | ---------- | -------------- | -------- | --------------------------------------- | -------------- | --------------------------------------- |
| *   | 19.06.1983 | Réunion        | 1:2      | Freundschaftsspiel                      | ? (REU)        |                                         |
| *   | 23.06.1983 | Réunion        | 0:0      | Freundschaftsspiel                      | ? (REU)        |                                         |
| *   | 03.07.1983 | Mauritius      | 1:2      | Freundschaftsspiel                      | ? (SEY)        |                                         |
| *   | 27.08.1985 | Mauritius      | 1:3      | Indian Ocean Island Games 1985-Vorrunde | ? (MRI)        |                                         |
| *   | 28.08.1985 | Madagaskar     | 0:1      | Indian Ocean Island Games 1985-Vorrunde | ? (MRI)        | Erstes Länderspiel gegen Madagaskar     |
| *   | 14.08.1986 | Mauritius      | 0:2      | Afrikaspielen 1987-Qualifikation        | ? (MRI)        |                                         |
| *   | 31.08.1986 | Mauritius      | 1:2      | Afrikaspielen 1987-Qualifikation        | ?              |                                         |
| *   | 14.06.1987 | Republik Kongo | 1:1      | Freundschaftsspiel                      | ? (MAD)        | Erstes Länderspiel gegen Republik Kongo |
| *   | 18.06.1987 | Madagaskar     | 0:2      | Freundschaftsspiel                      | ? (MAD)        |                                         |
| *   | 09.06.1988 | Tansania       | 1:1      | Freundschaftsspiel                      | ? (SEY)        | Erstes Länderspiel gegen Tansania       |
| *   | 02.10.1988 | Mauritius      | 0:3      | Afrika-Cup 1990-Qualifikation           | ? (MRI)        |                                         |
| *   | 16.10.1988 | Mauritius      | 1:0      | Afrika-Cup 1990-Qualifikation           | ? (SEY)        |                                         |
| *   | 06.06.1989 | Mauritius      | 1:2      | Freundschaftsspiel                      | ? (SEY)        |                                         |

## 1990 bis 1999
| Nr. | Datum      | Gegner     | Resultat | Anlass                                           | Austragungsort        | Bemerkungen                      |
| --- | ---------- | ---------- | -------- | ------------------------------------------------ | --------------------- | -------------------------------- |
| *   | 25.08.1990 | Mauritius  | 0:2      | Indian Ocean Island Games 1990-Vorrunde          | ? (MAD)               |                                  |
| *   | 27.08.1990 | Madagaskar | 0:6      | Indian Ocean Island Games 1990-Halbfinale        | ? (MAD)               |                                  |
| *   | 29.08.1990 | Komoren    | 3:1      | Indian Ocean Island Games 1990-Spiel um Platz 3. | ? (MAD)               | Erstes Länderspiel gegen Komoren |
| *   | 16.11.1992 | Tansania B | 0:3      | CECAFA Cup 1992-Vorrunde                         | Arusha (TAN)          | Inoffizielles Länderspiel        |
| *   | 18.11.1992 | Kenia      | 1:2      | CECAFA Cup 1992-Vorrunde                         | Arusha (TAN)          | Erstes Länderspiel gegen Kenia   |
| *   | 21.11.1992 | Uganda     | 2:5      | CECAFA Cup 1992-Vorrunde                         | Arusha (TAN)          | Erstes Länderspiel gegen Uganda  |
| *   | 22.08.1993 | Réunion    | 0:2      | Indian Ocean Island Games 1993-Vorrunde          | Victoria (SEY)        |                                  |
| *   | 24.08.1993 | Réunion    | 0:2      | Indian Ocean Island Games 1993-Vorrunde          | Victoria (SEY)        |                                  |
| *   | 26.08.1993 | Madagaskar | 1:2      | Indian Ocean Island Games 1993-Halbfinale        | Victoria (SEY)        |                                  |
| *   | 28.08.1993 | Mauritius  | 2:6      | Indian Ocean Island Games 1993-Spiel um Platz 3. | Victoria (SEY)        |                                  |
| *   | 29.11.1994 | Eritrea    | 0:1      | CECAFA Cup 1994-Vorrunde                         | Mumias (KEN)          | Erstes Länderspiel gegen Eritrea |
| *   | 01.12.1994 | Uganda     | 0:2      | CECAFA Cup 1994-Vorrunde                         | Mumias (KEN)          |                                  |
| *   | 03.12.1994 | Kenia B    | 2:3      | CECAFA Cup 1994-Vorrunde                         | Nairobi (KEN)         | Inoffizielles Länderspiel        |
| *   | 11.08.1996 | Mauritius  | 0:1      | Afrika-Cup 1998-Qualifikation                    | Belle Vue Harel (MRI) |                                  |
| *   | 24.08.1996 | Mauritius  | 1:1      | Afrika-Cup 1998-Qualifikation                    | Victoria (SEY)        |                                  |
| *   | 06.06.1998 | Kenia      | 1:1      | Freundschaftsspiel                               | ? (KEN)               |                                  |
| *   | 13.06.1998 | Kenia      | 0:1      | Freundschaftsspiel                               | ? (SEY)               |                                  |
| *   | 09.08.1998 | Komoren    | 3:0      | Indian Ocean Island Games 1998-Vorrunde          | Saint-Denis (REU)     |                                  |
| *   | 11.08.1998 | Madagaskar | 2:5      | Indian Ocean Island Games 1998-Vorrunde          | Saint-Denis (REU)     |                                  |
| *   | 13.08.1998 | Réunion    | 0:2      | Indian Ocean Island Games 1998-Halbfinale        | Saint-Denis (REU)     |                                  |
| *   | 15.08.1998 | Mauritius  | 4:3      | Indian Ocean Island Games 1998-Spiel um Platz 3. | Saint-Denis (REU)     |                                  |

## 2000 bis 2009
| Nr. | Datum      | Gegner       | Resultat            | Anlass                                           | Austragungsort     | Bemerkungen                           |
| --- | ---------- | ------------ | ------------------- | ------------------------------------------------ | ------------------ | ------------------------------------- |
| *   | 08.04.2000 | Namibia      | 1:1                 | Fußball-Weltmeisterschaft 2002-Qualifikation     | Victoria (SEY)     | Erstes Länderspiel gegen Namibia      |
| *   | 22.04.2000 | Namibia      | 0:3                 | Fußball-Weltmeisterschaft 2002-Qualifikation     | Windhoek (NAM)     |                                       |
| *   | 01.07.2000 | Simbabwe     | 0:1                 | Afrika-Cup 2002-Qualifikation                    | Victoria (SEY)     | Erstes Länderspiel gegen Simbabwe     |
| *   | 16.07.2000 | Simbabwe     | 0:5                 | Afrika-Cup 2002-Qualifikation                    | Bulawayo (SIM)     |                                       |
| *   | 08.09.2002 | Eritrea      | 1:0                 | Afrika-Cup 2004-Qualifikation                    | Victoria (SEY)     |                                       |
| *   | 26.09.2002 | Mauritius    | 0:1                 | Freundschaftsspiel                               | ? (MRI)            |                                       |
| *   | 13.10.2002 | Mali         | 0:3                 | Afrika-Cup 2004-Qualifikation                    | Bamako (MLI)       | Erstes Länderspiel gegen Mali         |
| *   | 30.03.2003 | Simbabwe     | 1:3                 | Afrika-Cup 2004-Qualifikation                    | Harare (SIM)       |                                       |
| *   | 07.06.2003 | Simbabwe     | 2:1                 | Afrika-Cup 2004-Qualifikation                    | Victoria (SEY)     |                                       |
| *   | 21.06.2003 | Eritrea      | 0:1                 | Afrika-Cup 2004-Qualifikation                    | Asmara (ERI)       |                                       |
| *   | 05.07.2003 | Mali         | 0:2                 | Afrika-Cup 2004-Qualifikation                    | Victoria (SEY)     |                                       |
| *   | 28.08.2003 | Madagaskar   | 1:1                 | Indian Ocean Island Games 2003-Vorrunde          | Curepipe (MRI)     |                                       |
| *   | 02.09.2003 | Mauritius    | 0:0                 | Indian Ocean Island Games 2003-Vorrunde          | Curepipe (MRI)     |                                       |
| *   | 04.09.2003 | Réunion      | 0:1                 | Indian Ocean Island Games 2003-Halbfinale        | Curepipe (MRI)     |                                       |
| *   | 06.09.2003 | Komoren      | 2:0                 | Indian Ocean Island Games 2003-Spiel um Platz 3. | Curepipe (MRI)     |                                       |
| *   | 11.10.2003 | Sambia       | 1:1                 | Fußball-Weltmeisterschaft 2006-Qualifikation     | Victoria (SEY)     | Erstes Länderspiel gegen Sambia       |
| *   | 15.11.2003 | Sambia       | 0:4                 | Fußball-Weltmeisterschaft 2006-Qualifikation     | Lusaka (SAM)       |                                       |
| *   | 26.02.2005 | Südafrika    | 0:3                 | COSAFA Cup 2005-Vorrunde                         | Curepipe (MRI)     | Erstes Länderspiel gegen Südafrika    |
| *   | 28.06.2006 | Mauritius    | 2:1                 | Freundschaftsspiel                               | ? (SEY)            |                                       |
| *   | 30.06.2006 | Tansania     | 2:1                 | Freundschaftsspiel                               | ? (SEY)            |                                       |
| *   | 22.07.2006 | Namibia      | 1:1 n. V. 4:2 i. E. | COSAFA Cup 2006-Vorrunde                         | Windhoek (NAM)     |                                       |
| *   | 23.07.2006 | Sambia       | 0:3                 | COSAFA Cup 2006-Vorrunde                         | Windhoek (NAM)     |                                       |
| *   | 03.09.2006 | Sudan        | 0:3                 | Afrika-Cup 2008-Qualifikation                    | Khartum (SUD)      | Erstes Länderspiel gegen Sudan        |
| *   | 07.10.2006 | Mauritius    | 2:1                 | Afrika-Cup 2008-Qualifikation                    | Victoria (SEY)     |                                       |
| *   | 23.04.2007 | Tunesien     | 0:3                 | Afrika-Cup 2008-Qualifikation                    | Victoria (SEY)     | Erstes Länderspiel gegen Tunesien     |
| *   | 24.04.2007 | Réunion      | 2:0                 | Freundschaftsspiel                               | ? (SEY)            |                                       |
| *   | 28.04.2007 | Mosambik     | 0:2                 | COSAFA Cup 2007-Vorrunde                         | Maputo (MOS)       | Erstes Länderspiel gegen Mosambik     |
| *   | 29.04.2007 | Madagaskar   | 0:5                 | COSAFA Cup 2007-Vorrunde                         | Maputo (MOS)       |                                       |
| *   | 02.06.2007 | Tunesien     | 0:4                 | Afrika-Cup 2008-Qualifikation                    | Radès (TUN)        |                                       |
| *   | 16.06.2007 | Sudan        | 0:2                 | Afrika-Cup 2008-Qualifikation                    | Victoria (SEY)     |                                       |
| *   | 10.08.2007 | Mayotte      | 2:1                 | Indian Ocean Island Games 2007-Vorrunde          | Antananarivo (MAD) | Erstes Länderspiel gegen Mayotte      |
| *   | 14.08.2007 | Mauritius    | 0:3                 | Indian Ocean Island Games 2007-Vorrunde          | Antananarivo (MAD) |                                       |
| *   | 09.09.2007 | Mauritius    | 1:1                 | Afrika-Cup 2008-Qualifikation                    | Curepipe (MRI)     |                                       |
| *   | 01.06.2008 | Burundi      | 0:1                 | Fußball-Weltmeisterschaft 2010-Qualifikation     | Bujumbura (BDI)    | Erstes Länderspiel gegen Burundi      |
| *   | 07.06.2008 | Tunesien     | 0:2                 | Fußball-Weltmeisterschaft 2010-Qualifikation     | Victoria (SEY)     |                                       |
| *   | 14.06.2008 | Burkina Faso | 2:3                 | Fußball-Weltmeisterschaft 2010-Qualifikation     | Victoria (SEY)     | Erstes Länderspiel gegen Burkina Faso |
| *   | 21.06.2008 | Burkina Faso | 1:4                 | Fußball-Weltmeisterschaft 2010-Qualifikation     | Ouagadougou (BFA)  |                                       |
| *   | 19.07.2008 | Mauritius    | 7:0                 | COSAFA Cup 2008-Vorrunde                         | Witbank (SAF)      |                                       |
| *   | 21.07.2008 | Madagaskar   | 1:1                 | COSAFA Cup 2008-Vorrunde                         | Witbank (SAF)      |                                       |
| *   | 23.07.2008 | Swasiland    | 0:1                 | COSAFA Cup 2008-Vorrunde                         | Witbank (SAF)      | Erstes Länderspiel gegen Swasiland    |
| *   | 06.09.2008 | Burundi      | 1:2                 | Fußball-Weltmeisterschaft 2010-Qualifikation     | Victoria (SEY)     |                                       |
| *   | 11.10.2008 | Tunesien     | 0:5                 | Fußball-Weltmeisterschaft 2010-Qualifikation     | Radès (TUN)        |                                       |
| *   | 18.10.2009 | Swasiland    | 1:2                 | COSAFA Cup 2009-Vorrunde                         | Bulawayo (SAF)     |                                       |
| *   | 20.10.2009 | Komoren      | 1:2                 | COSAFA Cup 2009-Vorrunde                         | Bulawayo (SAF)     |                                       |
| *   | 22.10.2009 | Botswana     | 0:2                 | COSAFA Cup 2009-Vorrunde                         | Bulawayo (SAF)     | Erstes Länderspiel gegen Botswana     |

## 2010 bis 2019
| Nr. | Datum      | Gegner                       | Resultat          | Anlass                                                | Austragungsort         | Bemerkungen |
| --- | ---------- | ---------------------------- | ----------------- | ----------------------------------------------------- | ---------------------- | --- |
| *   | 13.03.2010 | Namibia                      | 1:0               | Afrikanische Nationenmeisterschaft 2011-Qualifikation | Victoria (SEY)         | |
| *   | 28.03.2010 | Namibia                      | 1:1               | Afrikanische Nationenmeisterschaft 2011-Qualifikation | ? (NAM)                | |
| *   | 22.05.2010 | Simbabwe                     | 2:4               | Afrikanische Nationenmeisterschaft 2011-Qualifikation | Victoria (SEY)         | |
| *   | 06.06.2010 | Simbabwe                     | 0:2               | Afrikanische Nationenmeisterschaft 2011-Qualifikation | ? (SIM)                | |
| *   | 04.08.2011 | Komoren                      | 0:0               | Indian Ocean Island Games 2011-Vorrunde               | Victoria (SEY)         | |
| *   | 06.08.2011 | Mauritius                    | 2:1               | Indian Ocean Island Games 2011-Vorrunde               | Victoria (SEY)         | |
| *   | 09.08.2011 | Malediven                    | 5:1               | Indian Ocean Island Games 2011-Vorrunde               | Victoria (SEY)         | |
| *   | 11.08.2011 | Réunion                      | 2:1 n.V           | Indian Ocean Island Games 2011-Halbfinale             | Victoria (SEY)         | |
| *   | 13.08.2011 | Mauritius                    | 1:1 n. V. 4:3 i.E | Indian Ocean Island Games 2011-Finale                 | Victoria (SEY)         | Erster Titel |
| *   | 11.11.2011 | Kenia                        | 0:3               | Fußball-Weltmeisterschaft 2014-Qualifikation          | Victoria (SEY)         | |
| *   | 15.11.2011 | Kenia                        | 0:4               | Fußball-Weltmeisterschaft 2014-Qualifikation          | Nairobi (KEN)          | |
| *   | 22.11.2011 | Malediven                    | 0:3               | Freundschaftsspiel                                    | ? (MDV)                | |
| *   | 24.11.2011 | Malediven                    | 1:2               | Freundschaftsspiel                                    | ? (MDV)                | |
| *   | 08.01.2012 | Swasiland                    | :                 | Afrika-Cup 2013-Qualifikation                         | ? (SEY)                | Rückzug Swasiland |
| *   | 15.01.2012 | Swasiland                    | :                 | Afrika-Cup 2013-Qualifikation                         | ? (SWA)                | Rückzug Swasiland |
| *   | 29.02.2012 | Demokratische Republik Kongo | 0:4               | Afrika-Cup 2013-Qualifikation                         | Victoria (SEY)         | Erstes Länderspiel gegen DR Kongo |
| *   | 17.06.2012 | Demokratische Republik Kongo | 0:3               | Afrika-Cup 2013-Qualifikation                         | Kinshasa (DRK)         | |
| *   | 02.12.2012 | Mosambik                     | 0:1               | Afrikanische Nationenmeisterschaft 2014-Qualifikation | ? (MOS)                | |
| *   | 15.12.2012 | Mosambik                     | 1:2               | Afrikanische Nationenmeisterschaft 2014-Qualifikation | Victoria (SEY)         | |
| *   | 08.07.2013 | Namibia                      | 2:4               | COSAFA Senior Challenge 2013-Vorrunde                 | Lusaka (SAM)           | |
| *   | 10.07.2013 | Mauritius                    | 0:4               | COSAFA Senior Challenge 2013-Vorrunde                 | Lusaka (SAM)           | |
| *   | 27.11.2013 | Malediven                    | 3:1               | Freundschaftsspiel                                    | Victoria (SEY)         | |
| *   | 29.11.2013 | Malediven                    | 2:1               | Freundschaftsspiel                                    | Victoria (SEY)         | |
| *   | 17.05.2014 | Gambia                       | :                 | Afrika-Cup 2015-Qualifikation                         | Bakau (GAM)            | Gambia disqualifiziert, Gambia wurde für zwei Jahre von allen Wettbewerben der CAF ausgeschlossen, da in einem Qualifikationsspiel zum U-20-Afrika-Cup 2015 gegen Liberia bewusst fünf zu alte Spieler eingesetzt worden waren. |
| *   | 31.05.2014 | Gambia                       | :                 | Afrika-Cup 2015-Qualifikation                         | Victoria (SEY)         | Gambia disqualifiziert, Gambia wurde für zwei Jahre von allen Wettbewerben der CAF ausgeschlossen, da in einem Qualifikationsspiel zum U-20-Afrika-Cup 2015 gegen Liberia bewusst fünf zu alte Spieler eingesetzt worden waren. |
| *   | 11.07.2014 | Uganda                       | 0:1               | Freundschaftsspiel                                    | ? (UGA)                | |
| *   | 19.07.2014 | Sierra Leone                 | 2:0               | Afrika-Cup 2015-Qualifikation                         | Freetown (SLE)         | Erstes Länderspiel gegen Sierra Leone |
| *   | 02.08.2014 | Sierra Leone                 | :                 | Afrika-Cup 2015-Qualifikation                         | Victoria (SEY)         | Seychellen hat zurückgezogen |
| *   | 26.08.2014 | Sri Lanka                    | 1:2               | Freundschaftsspiel                                    | Victoria (SEY)         | Erstes Länderspiel gegen Sri Lanka |
| *   | 28.08.2014 | Sri Lanka                    | 3:0               | Freundschaftsspiel                                    | Victoria (SEY)         | |
| *   | 28.03.2015 | Kenia                        | 0:2               | Freundschaftsspiel                                    | Victoria (SEY)         | |
| *   | 17.05.2015 | Namibia                      | 0:0               | COSAFA Cup 2015-Vorrunde                              | Moruleng (SAF)         | |
| *   | 19.05.2015 | Simbabwe                     | 0:1               | COSAFA Cup 2015-Vorrunde                              | Moruleng (SAF)         | |
| *   | 21.05.2015 | Mauritius                    | 0:1               | COSAFA Cup 2015-Vorrunde                              | Phokeng (SAF)          | |
| *   | 13.06.2015 | Algerien                     | 0:4               | Afrika-Cup 2017-Qualifikation                         | Blida (ALG)            | Erstes Länderspiel gegen Algerien |
| *   | 20.06.2015 | Mosambik                     | 1:5               | Afrikanische Nationenmeisterschaft 2016-Qualifikation | Beira (MOS)            | |
| *   | 04.07.2015 | Mosambik                     | 0:4               | Afrikanische Nationenmeisterschaft 2016-Qualifikation | Victoria (SEY)         | |
| *   | 31.07.2015 | Madagaskar                   | 3:0               | Indian Ocean Island Games 2015-Vorrunde               | Saint-Denis (REU)      | Madagaskar trat zu dem Spiel nicht an. |
| *   | 02.08.2015 | Malediven                    | 1:2               | Indian Ocean Island Games 2015-Vorrunde               | Saint-André (REU)      | |
| *   | 04.08.2015 | Mayotte                      | 0:1               | Indian Ocean Island Games 2015-Vorrunde               | Saint-Pierre (REU)     | |
| *   | 05.09.2015 | Äthiopien                    | 1:1               | Afrika-Cup 2017-Qualifikation                         | Victoria (SEY)         | |
| *   | 07.10.2015 | Burundi                      | 0:2               | Fußball-Weltmeisterschaft 2018-Qualifikation          | Roche Caïman (SEY)     | |
| *   | 13.10.2015 | Burundi                      | 0:1               | Fußball-Weltmeisterschaft 2018-Qualifikation          | Bujumbura (BDI)        | |
| *   | 26.03.2016 | Lesotho                      | 2:0               | Afrika-Cup 2017-Qualifikation                         | Victoria (SEY)         | Erstes Länderspiel gegen Lesotho |
| *   | 29.03.2016 | Lesotho                      | 1:2               | Afrika-Cup 2017-Qualifikation                         | Maseru (LES)           | |
| *   | 02.06.2016 | Algerien                     | 0:2               | Afrika-Cup 2017-Qualifikation                         | Victoria (SEY)         | |
| *   | 11.06.2016 | Madagaskar                   | 0:1               | COSAFA Cup 2016-Vorrunde                              | Windhoek (NAM)         | |
| *   | 13.06.2016 | Swasiland                    | 0:4               | COSAFA Cup 2016-Vorrunde                              | Windhoek (NAM)         | |
| *   | 15.06.2016 | Simbabwe                     | 0:5               | COSAFA Cup 2016-Vorrunde                              | Windhoek (NAM)         | |
| *   | 06.09.2016 | Äthiopien                    | 0:3               | Afrika-Cup 2017-Qualifikation                         | Awassa (ÄTH)           | Erstes Länderspiel gegen Äthiopien |
| *   | 22.04.2017 | Mauritius                    | 1:2               | Afrikanische Nationenmeisterschaft 2018-Qualifikation | Belle Vue Maurel (MRI) | |
| *   | 29.04.2017 | Mauritius                    | 1:1               | Afrikanische Nationenmeisterschaft 2018-Qualifikation | Victoria (SEY)         | |
| *   | 09.06.2017 | Libyen                       | 1:5               | Afrika-Cup 2019-Qualifikation                         | Kairo (ÄGY)            | Erstes Länderspiel gegen Libyen |
| *   | 26.06.2017 | Madagaskar                   | 0:2               | COSAFA Cup 2017-Vorrunde                              | Moruleng (SAF)         | |
| *   | 28.06.2017 | Mosambik                     | 1:2               | COSAFA Cup 2017-Vorrunde                              | Phokeng (SAF)          | |
| *   | 30.06.2017 | Simbabwe                     | 0:6               | COSAFA Cup 2017-Vorrunde                              | Phokeng (SAF)          | |
| *   | 27.03.2018 | Swasiland                    | 0:0               | Freundschaftsspiel                                    | Victoria (SEY)         | |
| *   | 27.05.2018 | Komoren                      | 1:1               | COSAFA Cup 2018-Vorrunde                              | Polokwane (SAF)        | |
| *   | 29.05.2018 | Madagaskar                   | 1:1               | COSAFA Cup 2018-Vorrunde                              | Polokwane (SAF)        | |
| *   | 31.05.2018 | Mosambik                     | 1:2               | COSAFA Cup 2018-Vorrunde                              | Polokwane (SAF)        | |
| *   | 08.09.2018 | Nigeria                      | 0:3               | Afrika-Cup 2019-Qualifikation                         | Victoria (SEY)         | Erstes Länderspiel gegen Nigeria |
| *   | 13.10.2018 | Südafrika                    | 0:6               | Afrika-Cup 2019-Qualifikation                         | Johannesburg (SAF)     | |
| *   | 16.10.2018 | Südafrika                    | 0:0               | Afrika-Cup 2019-Qualifikation                         | Victoria (SEY)         | |
| *   | 17.11.2018 | Libyen                       | 1:8               | Afrika-Cup 2019-Qualifikation                         | Victoria (SEY)         | Höchster Niederlage |
| *   | 22.03.2019 | Nigeria                      | 1:3               | Afrika-Cup 2019-Qualifikation                         | Asaba (NGA)            | |
| *   | 20.04.2019 | Botswana                     | 0:2               | Afrikanische Nationenmeisterschaft 2020-Qualifikation | Lobatse (BOT)          | |
| *   | 11.05.2019 | Botswana                     | 1:3               | Afrikanische Nationenmeisterschaft 2020-Qualifikation | Victoria (SEY)         | |
| *   | 26.05.2019 | Malawi                       | 0:3               | COSAFA Cup 2019-Vorrunde                              | Umlazi (SAF)           | Erstes Länderspiel gegen Malawi |
| *   | 28.05.2019 | Mosambik                     | 0:0               | COSAFA Cup 2019-Vorrunde                              | Umlazi (SAF)           | |
| *   | 30.05.2019 | Namibia                      | 0:3               | COSAFA Cup 2019-Vorrunde                              | KwaMashu (SAF)         | |
| *   | 18.07.2019 | Mauritius                    | 1:1               | Indian Ocean Island Games 2019-Vorrunde               | Curepipe (MRI)         | |
| *   | 20.07.2019 | Madagaskar                   | 0:0               | Indian Ocean Island Games 2019-Vorrunde               | Centre de Flacq (MRI)  | |
| *   | 24.07.2019 | Réunion                      | 0:4               | Indian Ocean Island Games 2019-Halbfinale             | Centre de Flacq (MRI)  | |
| *   | 04.08.2019 | Mayotte                      | 1:3               | Indian Ocean Island Games 2019-Spiel um Platz 3.      | Centre de Flacq (MRI)  | |
| *   | 05.09.2019 | Ruanda                       | 0:3               | Fußball-Weltmeisterschaft 2022-Qualifikation          | Victoria (SEY)         | Erstes Länderspiel gegen Ruanda |
| *   | 10.09.2019 | Ruanda                       | 0:7               | Fußball-Weltmeisterschaft 2022-Qualifikation          | Kigali (RUA)           | Höchster Niederlage |
| *   | 09.10.2019 | Südsudan                     | 1:2               | Afrika-Cup 2021-Qualifikation                         | Omdurman (SUD)         | Erstes Länderspiel gegen Südsudan |
| *   | 13.10.2019 | Südsudan                     | 0:1               | Afrika-Cup 2021-Qualifikation                         | Victoria (SEY)         | |

## Seit 2020
| Nr. | Datum      | Gegner      | Resultat | Anlass                                                | Austragungsort     | Bemerkungen                          |
| --- | ---------- | ----------- | -------- | ----------------------------------------------------- | ------------------ | ------------------------------------ |
| *   | 18.01.2020 | Burundi     | 1:3      | Bangabandhu-Gold-Cup-2020-Vorrunde                    | Dhaka (BAN)        |                                      |
| *   | 20.01.2020 | Mauritius   | 2:2      | Bangabandhu-Gold-Cup-2020-Vorrunde                    | Dhaka (BAN)        |                                      |
| *   | 22.01.2020 | Palästina   | 0:1      | Bangabandhu-Gold-Cup-2020-Halbfinale                  | Dhaka (BAN)        | Erstes Länderspiel gegen Palästina   |
| *   | 01.09.2021 | Komoren     | 1:7      | Freundschaftsspiel                                    | Mitsamiouli (COM)  |                                      |
| *   | 04.09.2021 | Burundi     | 1:8      | Freundschaftsspiel                                    | Mitsamiouli (COM)  |                                      |
| *   | 10.11.2021 | Bangladesch | 1:1      | Freundschaftsspiel                                    | Colombo (LKA)      | Erstes Länderspiel gegen Bangladesch |
| *   | 13.11.2021 | Sri Lanka   | 1:0      | Freundschaftsspiel                                    | Colombo (LKA)      |                                      |
| *   | 16.11.2021 | Malediven   | 0:0      | Freundschaftsspiel                                    | Colombo (LKA)      |                                      |
| *   | 19.11.2021 | Sri Lanka   | 3:3      | Freundschaftsspiel                                    | Colombo (LKA)      |                                      |
| *   | 19.03.2022 | Mauritius   | 0:0      | Freundschaftsspiel                                    | Saint-Pierre (MRI) |                                      |
| *   | 21.03.2022 | Lesotho     | 0:0      | Afrika-Cup 2024-Qualifikation                         | Victoria (SEY)     |                                      |
| *   | 27.03.2022 | Lesotho     | 1:3      | Afrika-Cup 2024-Qualifikation                         | Maseru (LES)       |                                      |
| *   | 05.07.2022 | Botswana    | 0:1      | COSAFA-Cup 2022                                       | Durban (SAF)       |                                      |
| *   | 07.07.2022 | Angola      | 0:3      | COSAFA-Cup 2022                                       | Durban (SAF)       |                                      |
| *   | 10.07.2022 | Komoren     | 1:2      | COSAFA-Cup 2022                                       | KwaMashu (SAF)     |                                      |
| *   | 23.07.2022 | Madagaskar  | 0:1      | Qualifikation Afrikanische Nationenmeisterschaft 2023 | Saint-Pierre (MRI) |                                      |
| *   | 31.07.2022 | Madagaskar  | 0:3      | Qualifikation Afrikanische Nationenmeisterschaft 2023 | Antananarivo (MAD) |                                      |
| *   | 21.03.2022 | San Marino  | 0:0      | Freundschaftsspiel                                    | Serravalle (SMR)   | Erstes Länderspiel gegen San Marino  |
| *   | 25.03.2023 | Bangladesch | 0:1      | Freundschaftsspiel                                    | Sylhet (BAN)       |                                      |
| *   | 28.03.2023 | Bangladesch | 1:0      | Freundschaftsspiel                                    | Sylhet (BAN)       |                                      |

## Länderspielbilanzen
Bilanzen nach Gegnern der oben aufgeführten Spiele, ohne Spiele gegen „B“-Teams; Spielwertung nach Verlängerung. Kursiv gesetzte Mannschaften sind kein Mitglied der FIFA.
| Land                         | Sp. | S  | U  | N   | Torverhältnis | Wichtige Begegnungen                                                           |
| ---------------------------- | --- | -- | -- | --- | ------------- | ------------------------------------------------------------------------------ |
| Äthiopien                    | 2   | 0  | 1  | 1   | 1:4           | Qualif. Afrika-Cup 2017                                                        |
| Algerien                     | 2   | 0  | 0  | 2   | 0:6           | Qualif. Afrika-Cup 2017                                                        |
| Angola                       | 1   | 0  | 1  | 0   | 0:3           |                                                                                |
| Bangladesch                  | 3   | 1  | 1  | 1   | 2:2           |                                                                                |
| Botswana                     | 4   | 0  | 0  | 4   | 1:8           | Qualif. Afrikanische Nationenmeisterschaft 2020                                |
| Burkina Faso                 | 4   | 0  | 0  | 4   | 3:10          | Qualif. WM 2010                                                                |
| Burundi                      | 4   | 0  | 0  | 4   | 3:14          | Qualif. WM 2010, 2018                                                          |
| Eritrea                      | 3   | 1  | 0  | 2   | 1:2           | Qualif. Afrika-Cup 2004                                                        |
| Eswatini                     | 4   | 0  | 1  | 3   | 1:7           |                                                                                |
| Kenia                        | 6   | 0  | 1  | 5   | 2:13          | Qualif. WM 2014                                                                |
| Komoren                      | 8   | 3  | 2  | 3   | 12:13         |                                                                                |
| Demokratische Republik Kongo | 2   | 0  | 0  | 2   | 0:7           | Qualif. Afrika-Cup 2013                                                        |
| Republik Kongo               | 1   | 0  | 1  | 0   | 1:1           |                                                                                |
| Lesotho                      | 3   | 1  | 1  | 2   | 4:5           | Qual. Afrika-Cup 2017, 2024                                                    |
| Libyen                       | 2   | 0  | 0  | 2   | 2:13          | Qual. Afrika-Cup 2019                                                          |
| Madagaskar                   | 14  | 0  | 4  | 10  | 6:31          | Qualif. Afrikanische Nationenmeisterschaft 2023                                |
| Malawi                       | 1   | 0  | 0  | 1   | 0:3           |                                                                                |
| Malediven                    | 8   | 4  | 1  | 3   | 21:10         |                                                                                |
| Mali                         | 2   | 0  | 0  | 2   | 0:5           | Qual.Afrika-Cup 2004                                                           |
| Mauritius                    | 31  | 6  | 9  | 16  | 34:52         | Qualif. Afrikanische Nationenmeisterschaft 2018                                |
| Mayotte                      | 3   | 1  | 0  | 2   | 3:5           |                                                                                |
| Mosambik                     | 8   | 0  | 1  | 7   | 4:18          | Qualif. Afrikanische Nationenmeisterschaft 2014, 2016                          |
| Namibia                      | 6   | 1  | 4  | 2   | 4:9           | Qualif. WM 2002; Qualif. Afrikanische Nationenmeisterschaft 2011               |
| Nigeria                      | 2   | 0  | 0  | 2   | 1:6           | Qualif. Afrika-Cup 2019                                                        |
| Palästina                    | 1   | 0  | 0  | 1   | 0:1           |                                                                                |
| Réunion                      | 16  | 3  | 1  | 12  | 9:30          |                                                                                |
| Ruanda                       | 2   | 0  | 0  | 2   | 0:10          | Qualif. WM 2022                                                                |
| Sambia                       | 3   | 0  | 1  | 2   | 1:8           | Qualif. WM 2006                                                                |
| San Marino                   | 1   | 0  | 1  | 0   | 0:0           |                                                                                |
| Sierra Leone                 | 1   | 0  | 0  | 1   | 0:2           | Qualif. Afrika-Cup 2015                                                        |
| Simbabwe                     | 9   | 1  | 0  | 8   | 5:28          | Qualif. Afrika-Cup 2002, 2004; Qualif. Afrikanische Nationenmeisterschaft 2011 |
| Sri Lanka                    | 4   | 2  | 1  | 1   | 8:5           |                                                                                |
| Sudan                        | 2   | 0  | 0  | 2   | 0:5           | Qualif. Afrika-Cup 2008                                                        |
| Südafrika                    | 3   | 0  | 1  | 2   | 0:9           | Qualif. Afrika-Cup 2019                                                        |
| Südsudan                     | 2   | 0  | 0  | 2   | 1:3           | Qualif. Afrika-Cup 2021                                                        |
| Tansania                     | 2   | 1  | 1  | 0   | 3:2           |                                                                                |
| Tunesien                     | 4   | 0  | 0  | 4   | 0:14          | Qualif. Afrika-Cup 2008; Qualif. WM 2010                                       |
| Uganda                       | 3   | 0  | 0  | 3   | 2:8           |                                                                                |
| Gesamt                       | 177 | 24 | 33 | 120 | 133:371       |                                                                                |